# Ángel Archilla Cabrera
Ángel Archilla Cabrera (Naranjito, Puerto Rico, 5 de mayo de 1892-Mayagüez, Puerto Rico, 25 de agosto de 1954) fue un periodista e historiador puertorriqueño.

## Actividad religiosa
Se graduó en el Seminario Evangélico cuando tenía 22 años, el 24 de mayo de 1914. Al año siguiente fue nombrado al ministerio pastoral en la Iglesia Presbiteriana en La Pica (Sabana Grande). Ocupó el cargo de pastor en la Iglesia Presbiteriana Hugh O’Neill Memorial de San Juan y en la Iglesia Presbiteriana de La Marina de Mayagüez. Estando desempeñando pastorado en esta iglesia fue que salió de gira, visitando Venezuela, Colombia, Costa Rica, México y República Dominicana. Posteriormente, pasó a desempeñar funciones en la Iglesia Central Presbiteriana de Mayagüez.
Ocupó el cargo de director de la revista Puerto Rico Evangélico.
Participó en la organización y fundación de distintas congregaciones presbíteras.

## Historia
Escribió dos obras históricas relacionadas con Puerto Rico.

## Labor dirigente
Ocupó la presidencia de la Junta de Síndicos del Seminario Evangélico de Puerto Rico. Fue miembro de la Junta de Síndicos del Instituto Politécnico, la actual Universidad Interamericana de Puerto Rico. Durante los años 1941 y 1942 fue Gran Maestro de la Gran Logia Soberana de Libres y Aceptados Masones de Puerto Rico.